# Бої за Рубіжне (2022)
Бої́ за Рубіжне — військові дії за місто Рубіжне у Луганській області України в рамках повномасштабного вторгнення РФ до України 2022 року (частина Російсько-української війни).
В результаті боїв із 12 травня 2022 року Рубіжне перебуває під російською окупацією.
За словами голови Луганської ОВА Сергія Гайдая місто розділило долю Маріуполя: «промислове місто зруйновано вщент, вцілілих будівель немає, багато будинків відновити неможливо. У дворах — поховання». BBC стверджує, що під час боїв за Рубіжне до наступу російських військ випускалося до 1500 снарядів на день.

## Перебіг подій

### Березень

#### 4 березня
Від артобстрілу пошкоджено два житлові будинки та електричну підстанцію в районі КТК. Ведуться ремонтні роботи.

#### 5 березня
Російські військові продовжують обстріл міста та цілять по об'єктах енергопостачання. Є пориви електромереж.

#### 6 березня
Місто черговий раз було обстріляне росіянами. Безпосереднє потрапляння до житлових будинків: вулиці Слов'янській, Маяковського і Матросова. Горить фура на вулиці Заводській. Під час обстрілу було пошкоджено ділянку залізно-дорожнього полотна. Уточнюється інформація щодо травмованих та загиблих.

#### 8 березня
Збройні сили РФ вели вогонь по будинках та автомобілях мирних жителів. Трьох жителів міста Рубіжне було вбито внаслідок бойових дій.

#### 10 березня
Рубіжне знову під ворожими обстрілами. Вікна вибиті у будівлі виконкому, лікарні, міський палац культури, пошкоджено багато житлових будинків.

#### 11 березня
Через місто проходить лінія оборони. Росіяни обстрілюють усі об'єкти інфраструктури, школи, лікарні, дитячі садки та б'ють електромережами та газопроводами. При цьому не дають змоги відновити, не узгоджують гуманітарний коридор.

#### 12 березня
Складна ситуація у місті. У восьми багатоквартирних будинках сталася пожежа через ворожий обстріл.

#### 13 березня
Російські військові провели штурмові дії за допомогою артилерії та захопили східні околиці міста.

#### 14 березня
Близько 200 жителів міста, яке продовжує перебувати під постійним обстрілом російських загарбників, евакуйовано трьома автобусами. Тим не менш, російські війська провокували бойові зіткнення у гуманітарних коридорах, які використовувалися для евакуації мирних жителів. На даний момент цивільних вдалося вивезти у складних умовах з-під обстрілу.

#### 15 березня
Триває інтенсивний обстріл по Рубіжному. У місті багато пожеж. Зв'язку з Рубіжним немає. Електропостачання у місті відсутнє вже кілька днів.

#### 16 березня
Окупанти обстріляли колони автобусів і точки збору людей, звідки планували евакуацію. Зокрема росіяни намагаються закріпитися на східних та західних околицях міста.

#### 17 березня
Російські військові на ніч з 16 на 17 березня влаштували в Рубіжному пекло, обстріл продовжувався всю ніч. Внаслідок російських обстрілів палали щонайменше 27 будинків, подекуди цілими вулицями.

#### 18 березня
За місто продовжуються бої. Наразі місто перебуває під українським контролем. Проте незважаючи на всі труднощі — обстріли не припиняються, місцева влада змогла евакуювати 50 людей та завезти гуманітарну допомогу: хліб, харчі, воду.

#### 19 березня
Місто в черговий раз було обстріляне російськими окупантами, внаслідок ворожого обстрілу повалилася частина житлового будинку. Крім того, загинули 1 дорослий і 2 дитини, ще одну дитину вдалося врятувати.
Крім того, Нацгвардія зупинила наступ російських військ з боку тимчасово окупованої Старої Краснянки. Коли нацгвардійці вступили в бій із російськими окупантами, то знищили два десятки російських військових і змусили їх відступити. Поліція, Нацгвардія та підрозділи ЗСУ контролюють усі райони міста та боронять їх від наступу ворога.

#### 20 березня
У Рубіжному йдуть запеклі бої, у яких росіяни зазнають важких втрат. Унаслідок обстрілів у Рубіжному загинули три людини, з них двоє дітей. Постраждали двоє жителів, з низ одна дитина. Врятували ще сімох людей.

#### 21 березня
У місті продовжуються безуспішні для окупантів бої, вони ведуть обстріл житлових кварталів та інфраструктури міста. Вони також вдаються до тактики терору мирного населення. Вранці було виявлено 12 зруйнованих росіянами будинків, поранених 2 та ще 5 людей, які були врятовані.

#### 22 березня
Троє людей загинули внаслідок обстрілу окупантами житлових кварталів міста, двоє з яких — діти. Також ворог не залишає надії захопити місто. Окупанти вже тричі звітували про його захоплення, але українські військові щоразу відбивають атаки ворога. Штурмують 3 батальйони двох бригад та артилерійська група, зведена за підтримки авіації. Прийшли кадировці, але у бій не вступали і згодом відступили.

#### 23 березня
Авіація ворога продовжує активні дії на території міста. На Рубіжне скинуто фосфорну бомбу. Зокрема, обстріли не припиняються, є поранені та загиблі серед мирного населення. У місті ворожий снаряд влучив у багатоповерхівку. Троє загиблих, з них — дві дитини. Місто продовжує перебувати під контролем України.

#### 24 березня
У місті внаслідок обстрілу загорілася покрівля багатоповерхового дому, в іншому районі житловий будинок горів та почав руйнуватися. Також окупанти змогли просунутись вглиб міста й закріпилися в ньому, але зайняти його повністю в них не вийшло.
Внаслідок від обстрілу постраждав прихід блаженної Матрони Московської у місті. Крім того, від обстрілів росіян ушкоджень у Рубіжному отримали пристосоване для богослужінь приміщення та новозбудований храм.

#### 25 березня
Окупанти обстрілювали місто всю ніч. Загинуло двоє мешканців міста. Через безперервний обстріл рятувальники не могли гасити пожежі, спричинені обстрілами. Лінія фронту без змін.

#### 26 березня
Збройним силам Росії так і не вдалося повністю зайняти Рубіжне. Тим більше, що українські захисники вже вибили їх з одного з флангів, тому вони, як і раніше, продовжили бомбардувати й руйнувати місто.

#### 27 березня
Внаслідок безперервного обстрілу Луганської області російськими військами міста регіону мають проблеми з подачею води, газу та електроенергії. Зокрема, у Рубіжному повністю відсутнє водопостачання. Крім того, українські військові продовжують витісняти російських військових із Рубіжного, де загарбникам вдалося частково закріпити позиції. У місті відбуваються вуличні бої між підрозділами Збройних сил України та російськими окупантами.

#### 28 березня
Вранці російські загарбники знову обстріляли Рубіжне. Як підсумок, від обстрілу постраждав житловий будинок, виявлено тіло одного загиблого, одного пораненого відправлено машиною швидкої допомоги до лікарні. Інформація про кількість жертв ще не уточнена. Також рятувальники скористалися тимчасовим затишшям і відновили роботу насосної станції в місті, забезпечивши людей «довгоочікуваною водою».

#### 29 березня
Російські окупанти продовжують знищувати Рубіжне. У самому Рубіжному йдуть позиційні бої, проте місто, як і раніше, утримується Збройними силами України. Противник продовжує підступні обстріли з різних видів озброєння з метою повного знищення інфраструктури та житлових кварталів міста. Під час обстрілу в Рубіжному згоріли численні житлові будинки, гаражі та господарські будівлі.

#### 30 березня
Гуманітарна ситуація у місті дуже важка. Російські загарбники зосередили свої основні зусилля взяття міста. Як і раніше, вони наносять повітряні та ракетні удари по Рубіжному.

#### 31 березня
Ситуація у Рубіжному вкрай тяжка. Рубіжне щодня зазнає обстрілів. Окупанти вже доповіли своєму керівництву, що вони вже взяли Рубіжне, фотографія якого вже була показана. Але насправді місто лишається під контролем України. Є певні поступи до міста, вони увійшли до Рубіжного з одного боку, але далі просунутися не можуть. Також їх перекинули на один із флангів. Ймовірно, незабаром їх буде повністю вибито з міста. Більшість їхніх спроб взяти місто залишаються невдалими й подальші не виняток. Зазвичай за одну спробу штурму вони втрачають один танк, кілька БТРів, БМП. Кожна їхня атака — це 20, 40, 50 загиблих. Були випадки, коли вони втрачали 150 людей, але все одно продовжували наступати.

### Квітень

#### 1 квітня
Місто залишилося без газу через те, що газопровід був пошкоджений внаслідок обстрілу. Зокрема, вороги завдають повітряних ударів по підрозділах ЗСУ у Рубіжному. Також міський голова Рубіжного Хортів Сергій Іванович перейшов на бік російських окупантів. Він пояснив свій вчинок нібито розгулом нацизму в Україні, який нібито здійснюється під диктування США та Європи. Також він звинуватив ЗСУ в захопленні Донбасу а також заявив, що російські окупанти нібито звільняють Україну. Наразі правоохоронні органи займаються мером-зрадником. Стаття «державна зрада» в Україні передбачає до 15 років позбавлення волі з конфіскацією майна. Сергій Хортів підтримував бойовиків та російських окупантів ще навесні 2014 року, але уникнув відповідальності.

#### 2 квітня
Досі половина міста перебуває під російською окупацією. Зрадник Сергій Хортів фактично не має повноважень для управління містом, оскільки у Рубіжному функціонує військово-цивільна адміністрація з зовсім іншим керівництвом. Наразі містом керує Роман Власенко, голова Сєвєродонецької районної державної адміністрації.

#### 3 квітня
У Рубіжному продовжуються бої з російськими окупантами. За останні 24 години спалахнули п'ять житлових будинків у результаті ворожого обстрілу.

#### 4 квітня
Окупанти продовжують скупчення особового складу та техніки, готуючись до великого прориву. Протягом ночі була спроба прориву під Рубіжним, проте українські військові відбили атаку, кількість загиблих серед окупантів налічується десятками. Зокрема, російські війська обстріляли чергову церкву та поранили двох священиків. Під російський обстріл потрапила церква на честь святителя Луки Кримського в Рубіжному. В результаті було пошкодженно покрівлю храму.

#### 5 квітня
Російські загарбники влучили у цистерну з концентрованою азотною кислотою. На місці вибуху здійнявся яскравий рудий дим. Голова обласної військово-цивільної адміністрації Сергій Гайдай закликав всіх хто поруч перебувати в укритті та використовувати захисні маски. До деяких районів Рубіжного через обстріли російських військових не можуть дістатися ані рятувальники, ані лікарі швидкої допомоги.

#### 6 квітня
Окупанти намагаються відновити наступ на Рубіжне, роблячи спроби вдарити по українських збройних силах за допомогою у районі Попасної, звідки планується розпочати наступ на Рубіжне. Крім того, колишній міський голова Сергій Хортів почав здавати російським окупаційним військам проукраїнських активістів у місті. На додачу російські війська в окупованому Сватові формують штурмову колону, яка буде спрямована на захоплення Рубіжного та прилеглих міст.

#### 7 квітня
Рубіжне залишається районом, в якому українські військові утримують свої позиції, входять в контратаки й стримують ворога в дуже складних обставинах. Також росіяни повторно обстріляли місто, у двох житлових будинках виникла пожежа, ще один будинок не витримав і завалив людей. Однак рятувальники вчасно впоралися — всі мешканці живі. Крім того, в Рубіжному була зруйнована лікарня внаслідок російського обстрілу, пізніше її захопили окупанти, поклавши вину за руйнування на ЗСУ.

#### 8 квітня
Продовжується евакуація цивільного населення з Рубіжного. Місто зазнає більш інтенсивного обстрілу з боку російських військ. За 8 квітня з міста вже евакуйовано 30 осіб.

#### 9 квітня
Продовжились обстріли міста росіянами, найскладнішими ділянками були Рубіжне, Попасна і Гірське. Ці населені пункти обстрілювалися постійно й безперестанку, росіяни не припиняли обстріл і вели його з усіх видів озброєння.
Вже вдруге (після 5 квітня) ворог поцілив у цистерну з концентрованою азотною кислотою, після вибуху в повітря здійнялась рожева хмара кислоти.

#### 10 квітня
Окупанти не полишають спроб здійснити прорив біля Попасної та Рубіжного, але безуспішно, ворог продовжує зазнавати втрат. В самому місті тривають позиційні бої.

#### 11 квітня
Керівник Луганської обласної прокуратури повідомив про підозру в колабораційній діяльності колишньому міському голові Рубіжного Сергію Хортіву.

#### 12 квітня
в Рубіжному росіяни обстріляли з потужного озброєння цілий житловий квартал — згоріли майже всі будинки. Співробітники ДСНС врятували з полум'я 10 осіб.

#### 13 квітня
Окупанти намагаються проводити штурмові дії в районі Рубіжного.

#### 14 квітня
Російські війська безуспішно здійснювали спроби прориву оборони в районі Рубіжного. Однак окупанти не покладають зусиль захопити місто.

#### 15 квітня
Внаслідок постійних обстрілів Рубіжне повністю зруйноване. Пошкоджені та зруйновані об'єкти цивільної інфраструктури та житлові будинки.

#### 16 квітня
Російські окупанти не випускають людей, які хочуть евакуюватися з підконтрольної ворогу частини Рубіжного. Зокрема окупанти хочуть захопити важливі транспортні вузли в районі Рубіжного.

#### 17 квітня
ЗСУ пішли у контратаку на сході України. Військові зуміли відкинути передові підрозділи супротивника від міста на кілька кілометрів на північний схід. З окупованої частини Рубіжного та інших міст загарбники вивозять українців до дальніх регіонів Росії, де їм потрібна дешева робоча сила.

#### 18 квітня
Уночі українські військові відбили наступ ворога у Рубіжному. Крім того, втрати окупантів становлять десятки загиблих серед особового складу.

#### 19 квітня
Українські військові продовжують захищати Рубіжне від натиску російських окупантів, які авіацією та важкою артилерією російських окупантів перетворили на руїни більшість будівель у Рубіжні.

#### 20 квітня
Російські війська знову спробували взяти штурмом Рубіжне, але безуспішно. У місті відсутнє водопостачання.

#### 21 квітня
Окупанти намагалися закріпитися у західній та північно-західній частинах Рубіжного, але зазнали невдачі.
Інтенсивними артобстрілами загарбники зривають евакуацію населення, евакуаційний транспорт та машини з гуманітарною допомогою не може дістатись міста.

#### 22 квітня
Місто зазнало масованого обстрілу, внаслідок чого зірвано заплановану місцевою владою евакуацію цивільного населення. Поряд із цим стало відомо, що російські війська ховають свою техніку в житлових районах міста, прикриваючись так чином будинками жителів міста.

### Травень

#### 9 травня
Росіяни провалили штурм Воєводівки, тривали бої за Рубіжне.

#### 12 травня
Станом на 12 травня українським захисникам довелось відступити з міста, бої точились на його околицях. Ворог намагався взяти місто під повний контроль. Під загрозою бути захопленим опинилось село Воєводівка.
Було зруйновано міст через річку Борова що сполучає Рубіжне та Сєвєродонецьк трасою Р66. Цей міст уже був один раз зруйнований російськими бойовиками в 2014 році та відбудований в березні 2015 після першого вигнання російських окупантів.

#### 15 травня
Воїни Сил спеціальних операцій Збройних сил України у взаємодії з іншими підрозділами Сил оборони України підірвали захоплені росіянами залізничні мости між містами Рубіжне і Сєвєродонецьк.

Руїни Рубіжного
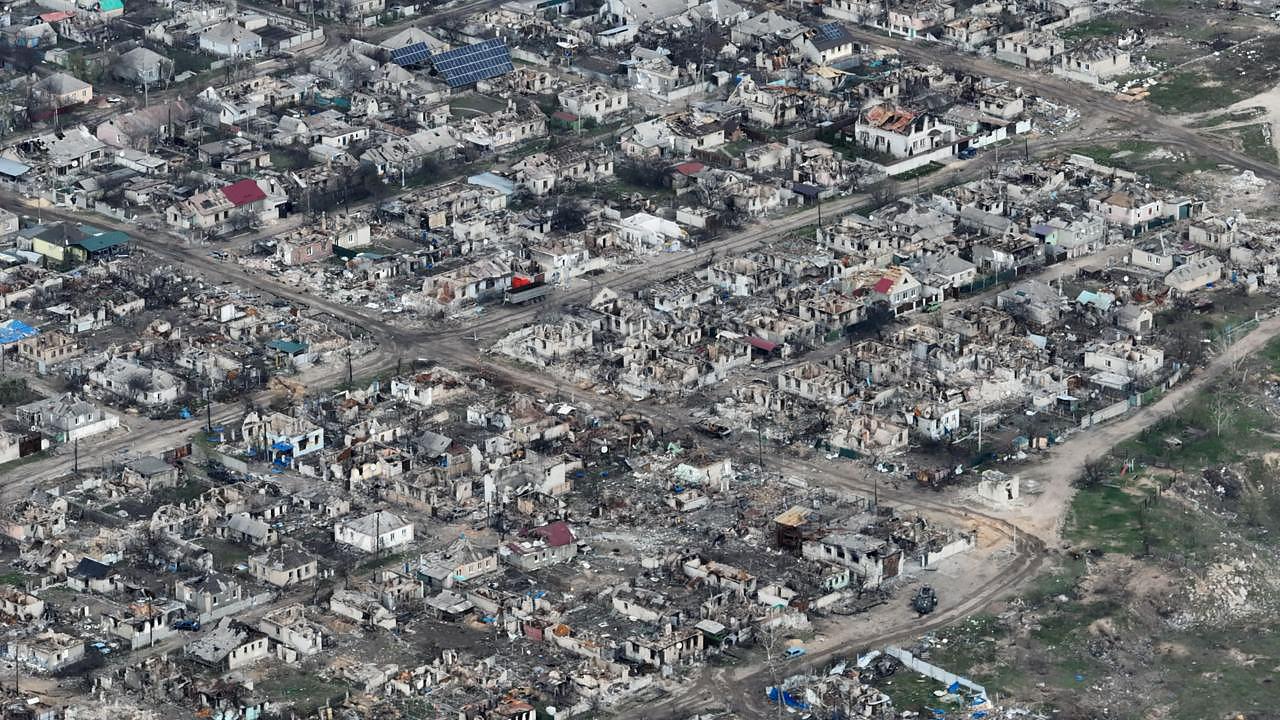
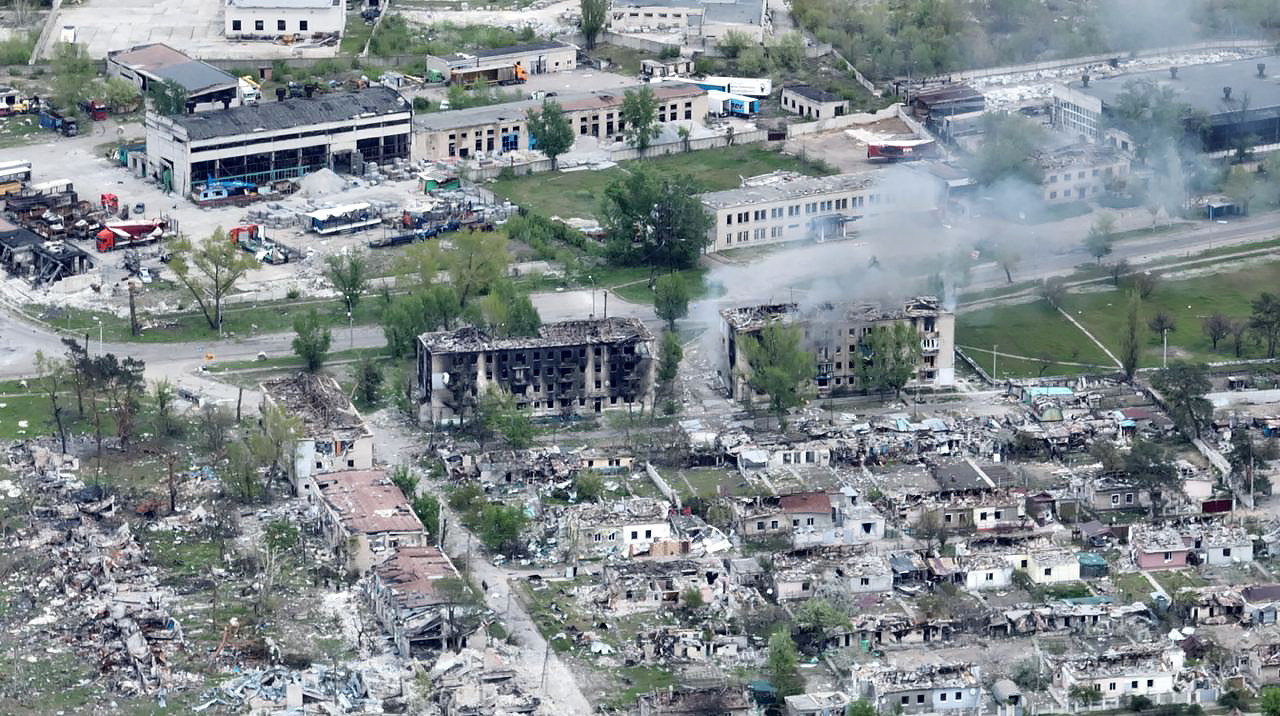